# Ormos Imre-emlékérem
Az Ormos Imre-emlékérmet a Kertészeti és Élelmiszeripari Egyetem Tanácsa alapította a Táj- és Kertépítészeti Szak megalapításának 25 éves évfordulója alkalmából 1988-ban. Az Alapító Levél szerint a Tanács törekvése az volt, hogy méltó emléket állítson a Táj- és Kertépítészeti Szak létrehozásában és az szakirány oktatásában több évtizedes munkásságával meghatározó szerepet betöltő Ormos Imre Kossuth-díjas tanszékvezető egyetemi tanárnak, valamint kitüntesse vele azokat a hazai és külföldi szakembereket, akik a tájrendezés és a kertépítészet terén kimagasló tevékenységet fejtettek ki, illetve akik a szakterület fejlesztéséhez nagymértékben hozzájárultak. A díjra jelölést tehetnek magánszemélyek és szakmai szervezetek egyaránt az Ormos Imre Alapítvány kuratóriumán keresztül.
Az Emlékérem azon kiváló tájépítészek életműdíjává vált az alapítás óta, akik a tájépítészeti szakterületeken kiemelkedő oktatási tevékenységet folytattak, tudományos eredményeket értek el, szakirodalmi, tervezői, építési vagy egyéb gyakorlati munkásságuk országos vagy nemzetközileg elismert, valamint kiemelkedő szakmai-közéleti, avagy szakigazgatási tevékenységet folytattak. 2011 óta az Ormos Imre-emlékérem az évi díjazottja tölti be automatikusan az Év Tájépítésze díj szakmai zsűrijének elnöki posztját.

## Díjazott személyek
- 1. 1988. Dr. Mőcsényi Mihály †
- 2. 1988. Dalányi László (1928-2007) †
- 3. 1989. Dr. Radó Dezső (1922-2001) †
- 4. 1989. Dr. Krizsán Zoltánné (Szabó Marianna)
- 5. 1990. Molnárné Baló Borbála
- 6. 1991. Virág János †
- 7. 1992. Balogh András (1919-1992) †
- 8. 1993. Kalla Gábor
- 9. 1993. Tarjányi Ferenc
- 10. 1994. Fejér János (1925-2010) †
- 11. 1994. Kiácz György
- 12. 1995. Szendrői József
- 13. 1996. Dr. Mayer Antalné (Bozsó Irén)
- 14. 1997. Andor Anikó
- 15. 1998. Kokics Tibor
- 16. 1999. Sándor János
- 17. 2000. Dr. Misley Károly †
- 18. 2001. Szentpétery István (1926-2009) †
- 19. 2002. Dr. Örsi Károly
- 20. 2003. Dr. Csemez Attila
- 21. 2003. Dr. Jámbor Imre
- 22. 2004. Kánnár László
- 23. 2005. Pirk Ambrus
- 24. 2006. Maurer-Klimes Attila
- 25. 2007. Baloghné dr. Ormos Ilona
- 26. 2008. Schuchmann Péter
- 27. 2009. Petrányi Endre
- 28. 2010. Baraczka Katalin
- 29. 2011. Kecskésné Szabó Ildikó
- 30. 2012. Dr. Rácz Tamás
- 31. 2013. Dr. Gerzánics Annamária
- 32. 2014. Dr. Csima Péter
- 33. 2015. Nemes Zoltán
- 34. 2016. Komlósné Hlatky Katalin
- 35. 2017. Szikra Éva kertészmérnök okleveles műemlékvédelmi szakmérnök
- 36. 2018. Dobos Sára
- 37. 2019. Sylvester Edina
- 38. 2020. Demjén István